# Daniel Mullings
Daniel Mullings (Toronto, 26 luglio 1991) è un cestista canadese.

## Carriera
Con il Canada ha disputato i Giochi panamericani di Toronto 2015.

## Palmarès
- Campionato finlandese: 1

Joensuun Kataja: 2016-17
- CEBL: 1

Scarborough Shooting Stars: 2023